# Liga Andaluza de waterpolo
La Liga Andaluza de waterpolo masculino es la liga territorial que da acceso a la tercera división de waterpolo en España que se juega entre equipos de la zona de Andalucía. Está organizada por la Federación Andaluza de Natación. Comenzó a organizarse la liga la temporada 1987.

## Historial
| N.º   | Año     | Primero                | Segundo                 | Tercero                |
| ----- | ------- | ---------------------- | ----------------------- | ---------------------- |
| I     | 1987-88 |                        |                         |                        |
| II    | 1988-89 |                        |                         |                        |
| III   | 1989-90 | Club Waterpolo Sevilla | Real Club Mediterráneo  | C.D.U. Granada         |
| IV    | 1990-91 | Club Waterpolo Sevilla | Real Club Mediterráneo  | A.D.LA.Salle           |
| V     | 1991-92 | Club Waterpolo Sevilla | A.D.LA.Salle            | Real Club Mediterráneo |
| VI    | 1992-93 | Club Waterpolo Sevilla | Club Natación Jerez     | Real Club Mediterráneo |
| VII   | 1993-94 | Club Waterpolo Sevilla | Real Club Mediterráneo  | Club Natación Jerez    |
| VIII  | 1994-95 | Club Waterpolo Sevilla | Real Club Mediterráneo  | Club Natación Jerez    |
| IX    | 1995-96 | Club Waterpolo Sevilla | Real Club Mediterráneo  | Club Natación Jerez    |
| X     | 1996-97 |                        |                         |                        |
| XI    | 1996-97 |                        |                         |                        |
| XII   | 1997-98 |                        |                         |                        |
| XIII  | 1998-99 |                        |                         |                        |
| XIV   | 1999-00 | Club Waterpolo Sevilla | Real Club Mediterráneo  | Club Natación Jerez    |
| XV    | 2000-01 | Club Natación Jerez    | Waterpolo Dos Hermanas  | Real Club Mediterráneo |
| XVI   | 2001-02 | Club Natación Jerez    | Club Waterpolo Sevilla  | C.D.U. Granada         |
| XVII  | 2002-03 | Club Waterpolo Sevilla | C.D.U. Málaga           | Waterpolo Dos Hermanas |
| XVIII | 2003-04 | Waterpolo Dos Hermanas | Club Natación Jerez     | C.D.U. Málaga          |
| XIX   | 2004-05 | Waterpolo Dos Hermanas | C.D.U. Málaga           | Club Natación Jerez    |
| XX    | 2005-06 | Waterpolo Dos Hermanas | Club Natación Marbella  | Club Natación Jerez    |
| XXI   | 2006-07 | Club Waterpolo Málaga  | Waterpolo Dos Hermanas  | Club Natación Jerez    |
| XXII  | 2007-08 | Club Waterpolo Málaga  | Club Natación Jerez     | Club Natación Caballa  |
| XXIII | 2008-09 | C.W. Sevilla-EMASESA   | W. Dos Hermanas-EMASESA | Club Natación Caballa  |